# Сидоров, Егор Константинович
Егор Константинович Сидоров (бел. Ягор Канстанцінавіч Сідараў; род. 18 июня 2004, Витебск, Беларусь) — белорусский хоккейный нападающий клуба «Саскатун Блейдз».

## Биография
Родился 18 июня  2004 года в Витебске. Воспитанник хоккейного клуба «Витебск». Также выступал за состав московского «Спартака» 2004 г.р., а также играл за «Крылья Советов» на двух молодежных турнирах.
В сезоне 2019/2020 выступал в высшей лиге чемпионата Беларуси за клуб «Минские зубры», который в том сезоне занял второе место. В следующем сезоне был членом юниорской сборной Беларуси, вместе с которой Егор выступал в белорусской экстралиге, а также на юниорском чемпионате мира в США, где команда заняла 6 место. На том турнире молодой нападающий сыграл в 5 играх, в которых набрал 5 результативных очков. Именно на юниорском чемпионате мира Егора заметили местные скауты и предложили поиграть в местных юниорских лигах.
В 2021 году начал выступать в Западной хоккейной лиге за «Саскатун Блейдз». В этом же году вместе с молодежной сборной Беларуси занял первое место в группе А на молодежном чемпионате мира (1 дивизион) в Дании. На том турнире за 5 игр Егор забросил 2 шайбы и отдал одну результативную передачу.
За время игры в WHL Егор назывался «главным белорусским юниором в Канаде», не раз признавался лучшим игроком недели и месяца, занимал лидирующие позиции в рейтингах по различным показателям, а также не раз оформлял хет-трики в матчах. Эксперты сайта eliteprospects.com характеризовали его как «одного из лучших игроков лиги», а также отмечали его качества, которые, по их мнению, очень помогут молодому игроку в НХЛ. В сезонах 2022/2023 и 2023/2024 являлся самым забивающим игроком команды, а также вторым игроком по набранным очкам (после канадца Тревора Вонга, который большинство своих очков набрал за результативные передачи).
В 2023 году был выбран на драфте НХЛ в 3-м раунде под общим 85-м номером клубом «Анахайм Дакс». Он стал третьим белорусским игроком, задрафтованным «Анахаймом», после Руслана Салея и Виталия Козла. 3 апреля 2024 года заключил с «могучими утками» контракт новичка на три года. Издание McKeen's Hockey поставило Егора Сидорова на седьмое место в рейтинге проспектов клуба «Анахайм Дакс».
Директор по развитию хоккейного клуба «Анахайм Дакс» Джим Джонсон, а также бывший игрок НХЛ, отыгравший в данной лиге 15 сезонов, оценивая прогресс Егора Сидорова в сезоне 2023/2024, сказал следующее:
У него есть способность забивать, но мы попросили его, не изменяя его способности забрасывать шайбу, потому что нам нравится, что он стрелок, сосредоточиться на игре по всей площадке. Он сделал это для нас, и в этом году он стал гораздо лучше действовать в своей зоне, не теряя при этом [в результативности]. В прошлом году он набирал 1,4 очка за игру, а в этом — 1,33, но в целом он стал гораздо лучше.
Он — парень, у которого хорошая механика катания. У него хорошая скорость и быстрота. У него хорошие руки и высокий уровень мастерства. Он хорошо использует уходы в узких местах. Он видит лед и цепко держит шайбу. Он любит забивать голы, поэтому у него хорошие навыки владения шайбой. Он хорошо использует свое тело. Он снайпер, который может забить шайбу в один момент, и у него очень хороший бросок. Так что это очень хорошие черты для него.

<...> Временами он был потерян в плей-офф, когда соперники начинали действительно прессинговать его. И он должен понять, как использовать это, чтобы помочь партнерам вокруг него быть лучше. Я имею в виду то, что он переводит контроль на себя, и если он сосредотачивает внимание одного или двух соперников на нем, это открывает шансы для его партнеров и позволяет им лучше распределяться в атакующей зоне. Так что он еще один игрок с очень высоким уровнем мастерства, который стремится становиться лучше каждый день.

## Статистика
| Легенда | Легенда                    | Легенда | Легенда                   | Легенда | Легенда    |
| ------- | -------------------------- | ------- | ------------------------- | ------- | ---------- |
| И       | Количество проведённых игр | Штр     | Штрафное время            | +/−     | Плюс-минус |
| Г       | Голы                       | П       | Голевые передачи          | О       | Очки       |
| -       | Статистика неизвестна      | —       | Статистика не учитывалась |         |            |

### Клубный уровень
Источник:

### Турниры
Источник:

### Международный уровень
Источник: